# Ar-Rass
Ar-Rass is een stad in Saoedi-Arabische provincie Al Qasim.
Bij de volkstelling van 2004 telde Ar-Rass 79.632 inwoners.

## Sport
De voetbalclub Al Hazm speelt zijn thuiswedstrijden in het Al Hazm Club Stadion in Ar-Rass.